# Ледесма, Рафаэл Помпео Родригес
Рафаэл Помпео Родригес Ледесма (порт. Rafael Pompeo Rodrigues Ledesma; 31 декабря 1982, Порту-Алегри, Бразилия) — бразильский футболист, полузащитник.

## Карьера
Начал свою профессиональную карьеру в 2003 году в бразильском «Жувентуде». За свою карьеру не играл долго за один клуб, больше всего играл за «Каунас», но летом 2008 года покинул его. Являлся игроком минского «Партизана». В сезоне 2011 был отдан в аренду в минское «Динамо», до ноября 2011 года. В декабре вернулся из аренды. В 2012 году подписал контракт с «Судувой»

## Достижения
- Чемпион Литвы (2): 2006, 2007
- Серебряный призёр чемпионата Литвы (2): 2008
- Обладатель Кубка Литвы (1): 2007/08
- Лучший бомбардир чемпионата Литвы (1): 2008
- Лучший игрок чемпионата Литвы (1): 2007
- Чемпион Мальты (1): 2015/16
- Обладатель Кубка Мальты (1): 2014/15
- Обладатель Суперкубка Мальты (1): 2014